# Liberdade negativa
Liberdade negativa é entendida como a não-interferência do poder do Estado sobre as ações individuais. Segundo seus defensores, o indivíduo é mais livre quanto mais o Estado deixar de regular a sua vida. A ausência de restrições seria, portanto, diretamente proporcional ao exercício da liberdade negativa.
De acordo com Thomas Hobbes, "um homem livre é aquele que nas coisas que ele é capaz de fazer, por sua força e inteligência, não se vê impedido na realização do que ele tem a vontade de fazer." Thomas Hobbes,   Leviatã cap. XXI, aludindo assim à liberdade em seu sentido negativo.

## Visão
A distinção entre liberdade negativa e liberdade positiva foi levantada originalmente por Hegel, sendo porém desenvolvida bem mais tarde, dentro da tradição anglófona, por  Isaiah Berlin, em sua palestra de 1958 "Dois conceitos de liberdade". Segundo Berlin, a distinção está profundamente enraizada na tradição política. Nas palavras de Berlin, "a liberdade no sentido negativo envolve uma resposta para a pergunta: 'Qual é a área em que o sujeito — uma pessoa ou grupo de pessoas — é ou deve ser deixado para fazer ou ser o que ele é capaz de fazer ou ser, sem a interferência de outras pessoas?'".
A distinção entre liberdade positiva e negativa é considerada capciosa por filósofos políticos socialistas e marxistas, que argumentam que a liberdade positiva e negativa são indistinguíveis na prática, ou que uma não pode existir sem a outra.
Assim a "Stanford Encyclopedia of Philosophy" descreve a liberdade negativa:
"O conceito negativo de liberdade… é mais comumente assumido na defesa das liberdades constitucionais típicas de sociedades liberal-democráticas, como a liberdade de movimento, a liberdade de religião e a liberdade de expressão, e em argumentos contra a intervenção paternalista ou moralista do Estado. Também é frequentemente invocado na defesa do direito à propriedade privada, embora alguns tenham contestado a alegação de que a propriedade privada aumenta necessariamente a liberdade negativa".
O psicanalista e filósofo humanista Erich Fromm, da Escola de Frankfurt, estabeleceu uma distinção semelhante entre liberdade negativa e liberdade positiva em seu trabalho de 1941, The Fear of Freedom. Ele vê a distinção entre os dois tipos de liberdade emergindo ao lado da evolução da humanidade, longe do instintivo que caracteriza formas animais inferiores. Esse aspecto da liberdade, ele argumenta, é aqui utilizado não no seu sentido positivo de "liberdade para" mas no sentido negativo de "liberdade de", ou seja, a liberdade de determinação instintiva de suas ações." Para Fromm a liberdade negativa marca o início da humanidade como espécie consciente de sua própria existência.

## Liberdade Negativa e autoridade: Hobbes e Locke

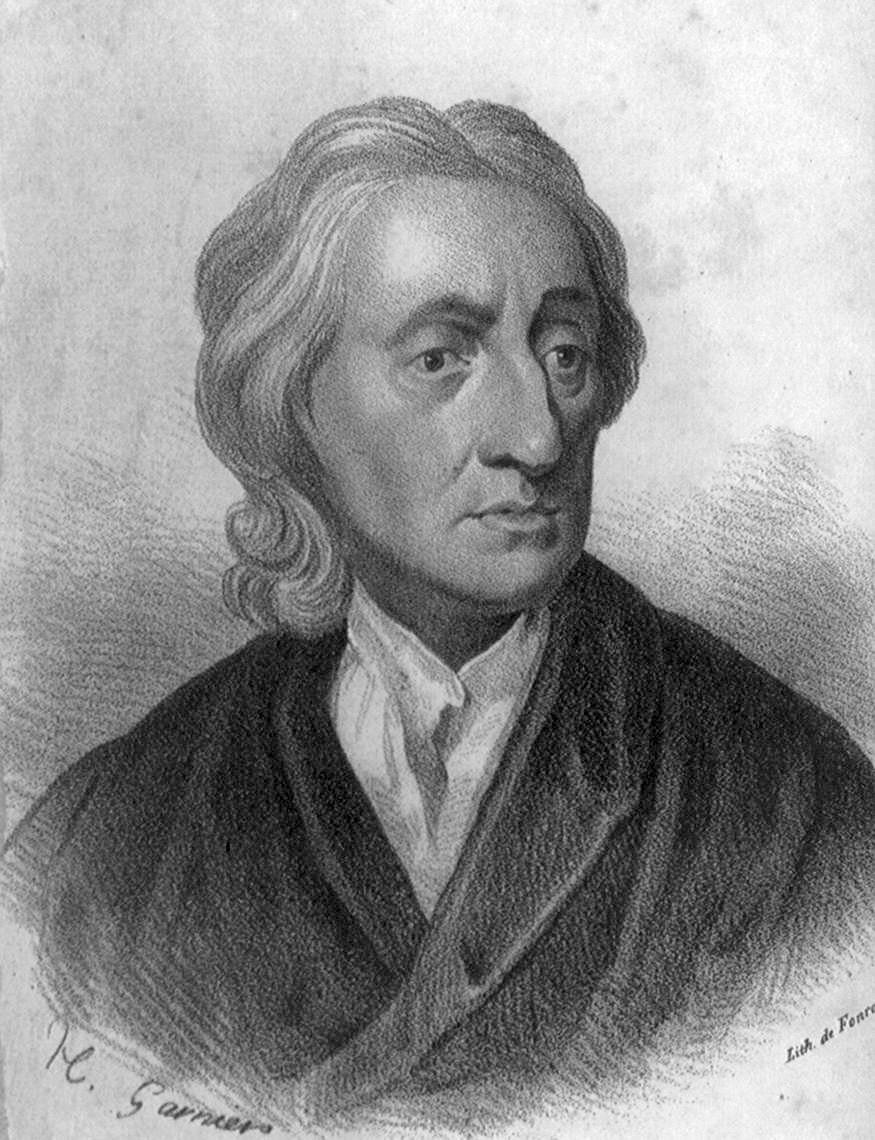
John Locke

Alguém poderia perguntar: "Como pode o desejo do homem pela liberdade ser conciliado com a necessidade assumida pela autoridade?" Existem respostas de vários pensadores que fornecem uma indicação para compreender seus ponto de vista sobre a liberdade, assim como o conjunto de conceitos interligando autoridade, igualdade e justiça.
Hobbes e Locke dão duas soluções influentes e diferentes para esta pergunta. Como ponto de partida, ambos concordam que existe um espaço bem delimitado, onde cada indivíduo pode agir sem impedimentos, de acordo com os seus gostos, desejos e inclinações. Esta zona define o espaço sagrado da liberdade pessoal. Mas eles acreditam que nenhuma sociedade é possível sem alguma autoridade, onde a finalidade da autoridade é evitar colisões entre os diferentes fins e, portanto, para demarcar os limites em que a zona da liberdade de cada um começa e termina. Onde Hobbes e Locke diferem é a extensão da zona. Hobbes, que teve uma visão bastante negativa da natureza humana, argumentou que era necessária uma autoridade forte para conter os intrinsecamente selvagens e corruptos impulsos dos homens. Apenas uma autoridade poderosa podia manter sob controle a ameaça permanente e sempre iminente da anarquia. Locke, porque embora sua concepção de liberdade era amplamente negativa (em termos de não-interferência), acreditava que, por outro lado, que os homens em geral, são mais bons do que maus e, consequentemente, a área para a liberdade individual podia ser grande.
"Essa liberdade do poder arbitrário absoluto, é tão necessária e estreitamente unida com a preservação de um homem".